# Ваглеров тукан
Ваглеров тукан (лат. Aulacorhynchus wagleri) врста је птица из породице Ramphastidae пронађена у планинском ланцу Сијера Мадре дел Сур држава Гереро и Оахака у југозападном Мексику. Њено природно станиште је суптропска или тропска влажна равница, као и планинске шуме. Такође живи и у мочварама, фармама и баштама.

## Систематика
Ваглеров тукан је првобитно описан као врста рода Pteroglossus. Многи научници још увек сматрају да је подврста врсте Aulacorhynchus prasinus.

## Опис
Као и други тукани, ваглеров тукан је јарких боја са великим кљуном. Дужина тела одраслих јединки је имеђу 30 и 35 цм и тежине која варира од 118 до 230 г. Полови су слични по изгледу, иако је женка генерално мања и са краћим кљуном. Боје су, као и остали чланови рода Aulacorhynchus, углавном зелене. 